# Sacré-Coeur (Quebec)
Sacré-Coeur es un municipio canadiense situado en la provincia de Quebec.

## Superficie
Sacré-Coeur tiene una superficie de 303,15 km².

## Demografía
En 2021, tenía 1684 habitantes, una densidad poblacional de 5,6 hab./km², y 877 viviendas.